# Ои
Ои́ (фр. Ohis) — коммуна во Франции, находится в регионе Пикардия. Департамент коммуны — Эна. Входит в состав кантона Ирсон. Округ коммуны — Вервен.
Код INSEE коммуны — 02567.

## Население
Население коммуны на 2010 год составляло 307 человек.
| 1962 | 1968 | 1975 | 1982 | 1990 | 1999 | 2010 |
| ---- | ---- | ---- | ---- | ---- | ---- | ---- |
| 420  | 386  | 345  | 341  | 332  | 319  | 307  |

## Экономика
В 2010 году среди 198 человек трудоспособного возраста (15—64 лет) 132 были экономически активными, 66 — неактивными (показатель активности — 66,7 %, в 1999 году было 70,3 %). Из 132 активных жителей работали 115 человек (64 мужчины и 51 женщина), безработных было 17 (10 мужчин и 7 женщин). Среди 66 неактивных 14 человек были учениками или студентами, 26 — пенсионерами, 26 были неактивными по другим причинам.